# Enrique Tovar
Enrique Tovar (ur. 2 kwietnia 1935) – wenezuelski bokser, złoty medalista Igrzysk Ameryki Środkowej i Karaibów 1959 w kategorii półśredniej.
Przegrał pierwszą walkę w wadze półśredniej na igrzyskach olimpijskich w 1956 w Melbourne.